# Alumbramiento
Alumbramiento és una pel·lícula de drama hispanoromanesa del 2024 dirigida per Pau Teixidor i escrita pel mateix Teixidor i per Lorena Iglesias. És protagonitzada per Sofía Milán al costat de María Vázquez.
La pel·lícula es va presentar al 8è BCN Film Fest el 24 d'abril de 2024. Distribuïda per Filmax, es va estrenar als cinemes el 19 de juny de 2024.

## Sinopsi
La trama està ambientada l'any 1982 a Espanya, amb el teló de fons del suposat canvi polític i social del país. La Lucía, embarassada, és portada per la seva mare Marisa a un reformatori catòlic per a dones embarassades adolescents a Peñagrande, on desenvolupa una forta amistat amb altres dones joves, alhora que es converteix en l'objectiu d'una xarxa de robatoris de nadons centrada al reformatori.